# Wereldkampioenschappen moderne vijfkamp 1995
De wereldkampioenschappen moderne vijfkamp 1995 werden gehouden in Bazel in Zwitserland. Er stonden zes onderdelen op het programma.

## Medailles

### Mannen
| Onderdeel   | Goud | Goud                                           | Zilver | Zilver                                            | Brons | Brons                                          |
| ----------- | ---- | ---------------------------------------------- | ------ | ------------------------------------------------- | ----- | ---------------------------------------------- |
| Individueel | RUS  | Dmitri Svatkovski                              | HUN    | Ákos Hanzély                                      | ITA   | Cesare Toraldo                                 |
| Team        | HUN  | Péter Sárfalvi Ákos Hanzély Attila Kálnoki Kis | ITA    | Fabio Nebuloni Cesare Toraldo Alessandro Conforto | POL   | Dariusz Mejsner Maciej Czyżowicz Igor Warabida |
| Estafette   | POL  | Maciej Czyżowicz Igor Warabida Dariusz Mejsner | SUI    | Peter Steinmann Pascal Emmenegger Philipp Wäffler | MEX   | Iván Ortega Sergio Salazar Alberto Félix       |

### Vrouwen
| Onderdeel   | Goud | Goud                                        | Zilver | Zilver                                           | Brons | Brons                                       |
| ----------- | ---- | ------------------------------------------- | ------ | ------------------------------------------------ | ----- | ------------------------------------------- |
| Individueel | SWE  | Kerstin Danielsson                          | BLR    | Zjanna Sjoebenok                                 | POL   | Dorota Idzi                                 |
| Team        | POL  | Iwona Kowalewska Dorota Idzi Anna Sulima    | HUN    | Eszter Hortobágyi Emese Köblö Csilla Füri        | DEN   | Pernille Svarre Nina Andersen Eva Fjellerup |
| Estafette   | POL  | Iwona Kowalewska Dorota Idzi Edyta Małoszyc | ITA    | Fabiana Fares Emanuela Gabella Barbara Boccolari | DEN   | Eva Fjellerup Pernille Svarre Nina Andersen |

### Medaillespiegel
| Plaats | Land        | Goud | Zilver | Brons | Totaal |
| 1      | Polen       | 3    | 0      | 2     | 5      |
| 2      | Hongarije   | 1    | 2      | 0     | 3      |
| 3      | Rusland     | 1    | 0      | 0     | 1      |
| 3      | Zweden      | 1    | 0      | 0     | 1      |
| 5      | Italië      | 0    | 2      | 1     | 3      |
| 6      | Wit-Rusland | 0    | 1      | 0     | 1      |
| 6      | Zwitserland | 0    | 1      | 0     | 1      |
| 8      | Denemarken  | 0    | 0      | 2     | 2      |
| 9      | Mexico      | 0    | 0      | 1     | 1      |
| Totaal | Totaal      | 6    | 6      | 6     | 18     |